# Necesidades básicas insatisfechas
Necesidades Básicas Insatisfechas (NBI) es un método directo para  identificar carencias críticas en una población y caracterizar la pobreza. Usualmente utiliza indicadores directamente relacionados con cuatro áreas de necesidades básicas de las personas (vivienda, servicios sanitarios, educación básica e ingreso mínimo), disponibles en los censos de población y vivienda.
En América Latina es un método muy utilizado, a raíz de su recomendación y utilización por la CEPAL a partir de la década de 1980. Fue propuesta en la década de 1960.
Se distingue de otros indicadores relacionados con el nivel de vida de la población, como los índices de indigencia (pobreza extrema) y pobreza, en el hecho que estos últimos miden el ingreso de una persona o una familia, y deducen del mismo su nivel de vida, por lo que se los denomina métodos indirectos.
La CEPAL recomienda construir el índice de necesidades básicas a partir del siguiente esquema:
| Necesidades básicas           | Dimensiones                                                            | Variables censales |
| ----------------------------- | ---------------------------------------------------------------------- | --- |
| Acceso a la vivienda          | Calidad de la vivienda                                                 | Materiales de construcción utilizados en piso, paredes y techo                                                                   |
| Acceso a la vivienda          | Hacinamiento                                                           | a) Número de personas en el hogar b) Número de cuartos de la vivienda                                                            |
| Acceso a servicios sanitarios | Disponibilidad de agua potable                                         | Fuente de abastecimiento de agua en la vivienda                                                                                  |
| Acceso a servicios sanitarios | Tipo de sistema de eliminación de excretas                             | a) Disponibilidad de servicio sanitario b) Sistema de eliminación de excretas                                                    |
| Acceso a educación            | Asistencia de los niños en edad escolar a un establecimiento educativo | a) Edad de los miembros del hogar b) Asistencia                                                                                  |
| Capacidad económica           | Probabilidad de insuficiencia de ingresos del hogar                    | a) Edad de los miembros del hogar b) Último nivel educativo aprobado c) Número de personas en el hogar d) Condición de actividad |

En América del Sur, por ejemplo se considera Población con Necesidades Básicas Insatisfechas (NBI) a la que se reúne alguna de las siguientes condiciones:
- Más de tres personas viviendo en una misma habitación;
- Alojamiento en viviendas precarias o de inquilinato;
- Falta en la vivienda de retrete con descarga de agua;
- Que en la familia exista algún niño entre 6 a 12 años que no vaya a la escuela.